# 음력 9월 20일
음력 9월 20일은 음력 9월의 20번째 날이다.

## 사건
- 2003년 - 중화인민공화국이 중국 사상의 첫 유인 우주선인 선저우 5호를 발사하다.

## 문화
- 2003년 - 인천광역시경제자유구역청 개청.

## 탄생
- 1961년 - 대한민국의 배우 나영희.
- 1977년 - 대한민국의 배우 박건형.
- 1982년 - 대한민국의 배우 한지민.
- 1994년 - 대한민국의 배우이자 가수 정수정.
- 2006년 - 대한민국의 가수 홍은채.

## 같이 보기
- 음력 360일: 1월 2월 3월 4월 5월 6월 7월 8월 9월 10월 11월 12월
- 전날:9월 19일 다음날:9월 21일 - 전달:8월 20일 다음달:10월 20일
- 양력:9월 20일
- 음력, 윤달